# Badia Tedalda
Badia Tedalda là một đô thị ở tỉnh Arezzo trong vùng Toscana, tọa lạc khoảng 80 km về phía đông của Florence và khoảng 35 km về phía đông bắc của Arezzo. Tại thời điểm ngày 31 tháng 12 năm 2004, đô thị này có dân số 1.205 người và diện tích là 119,1 km².
Badia Tedalda giáp các đô thị sau: Borgo Pace, Casteldelci, Pennabilli, Pieve Santo Stefano, Sansepolcro, Sant'Agata Feltria, Sestino, Verghereto.